# Grand Forks
Grand Forks is een plaats (city) in de Amerikaanse staat North Dakota, en valt bestuurlijk gezien onder Grand Forks County.

## Demografie
Bij de volkstelling in 2000 werd het aantal inwoners vastgesteld op 49.321.
In 2006 is het aantal inwoners door het United States Census Bureau geschat op 50.372, een stijging van 1051 (2,1%).

## Geografie
Volgens het United States Census Bureau beslaat de plaats een oppervlakte van
49,8 km², geheel bestaande uit land. Grand Forks ligt op ongeveer 253 m boven zeeniveau.

## Plaatsen in de nabije omgeving
De onderstaande figuur toont nabijgelegen plaatsen in een straal van 24 km rond Grand Forks.

## Geboren
- Leonard Peltier (1944), Amerikaans-indiaans activist
- Lynn Anderson (1947-2015), countryzangeres
- Jocelyne Lamoureux (1989), ijshockeyster
- Monique Lamoureux (1989), ijshockeyster